# 石井龍一
石井 龍一（いしい りゅういち、1940年7月25日 - 2011年2月13日）は、日本の植物学者、東京大学名誉教授。元日本学術会議会員。
中国北京市生まれ。1967年東京大学農学部農業生物学科卒業。1979年農学博士。東京大学農学部助手、講師、助教授、教授、2001年定年退官、名誉教授、日本大学生物資源科学部教授。2011年死去。従四位。

## 著書
- 『役に立つ植物の話 栽培植物学入門』岩波ジュニア新書、2000

### 共著編
- 『作物の光合成と生態 作物生産の理論と応用』村田吉男,玖村敦彦共著 農山漁村文化協会 1976
- 『植物生産生理学』編　朝倉書店 1994年
- 『作物入門』角田公正,星川清親共編修 実教出版 1998
- 『作物学各論』中世古公男,高崎康夫共著　朝倉書店 1999年
- 『環境保全型農業事典』編集委員長 丸善 2005年
- 『植物の百科事典』竹中明夫,土橋豊,長谷部光泰,矢原徹一,和田正三共編 朝倉書店 2009